# 貝茨維爾 (阿肯色州)
貝茨維爾（英語：Batesville）是一個位於美國阿肯色州獨立縣的城市。根據2020年美國人口普查，該地人口為10191人，而該地的面積約為30.33平方千米。同時該地也是獨立縣的縣治。

## 地理
貝茨維爾的座標為35°46′25″N 91°38′29″W / 35.77361°N 91.64139°W，而該地的平均海拔高度為103米（即338英尺）。